# Solec-Zdrój
Solec-Zdrój (do 1974 Solec) – wieś uzdrowiskowa w Polsce położona w województwie świętokrzyskim, w powiecie buskim, w gminie Solec-Zdrój. Leży na łagodnym wzniesieniu na skraju Wyżyny Małopolskiej i Kotliny Sandomierskiej nad rzeką Rzoską, 17 km na południowy wschód od Buska-Zdroju.
W latach 1975–1998 miejscowość położona była w województwie kieleckim.
Miejscowość jest siedzibą gminy Solec-Zdrój.

## Części wsi
| SIMC    | Nazwa          | Rodzaj    |
| ------- | -------------- | --------- |
| 1016300 | Cegielnia      | część wsi |
| 1016316 | Janów          | część wsi |
| 1016322 | Las Strażnicki | część wsi |

## Historia Solca

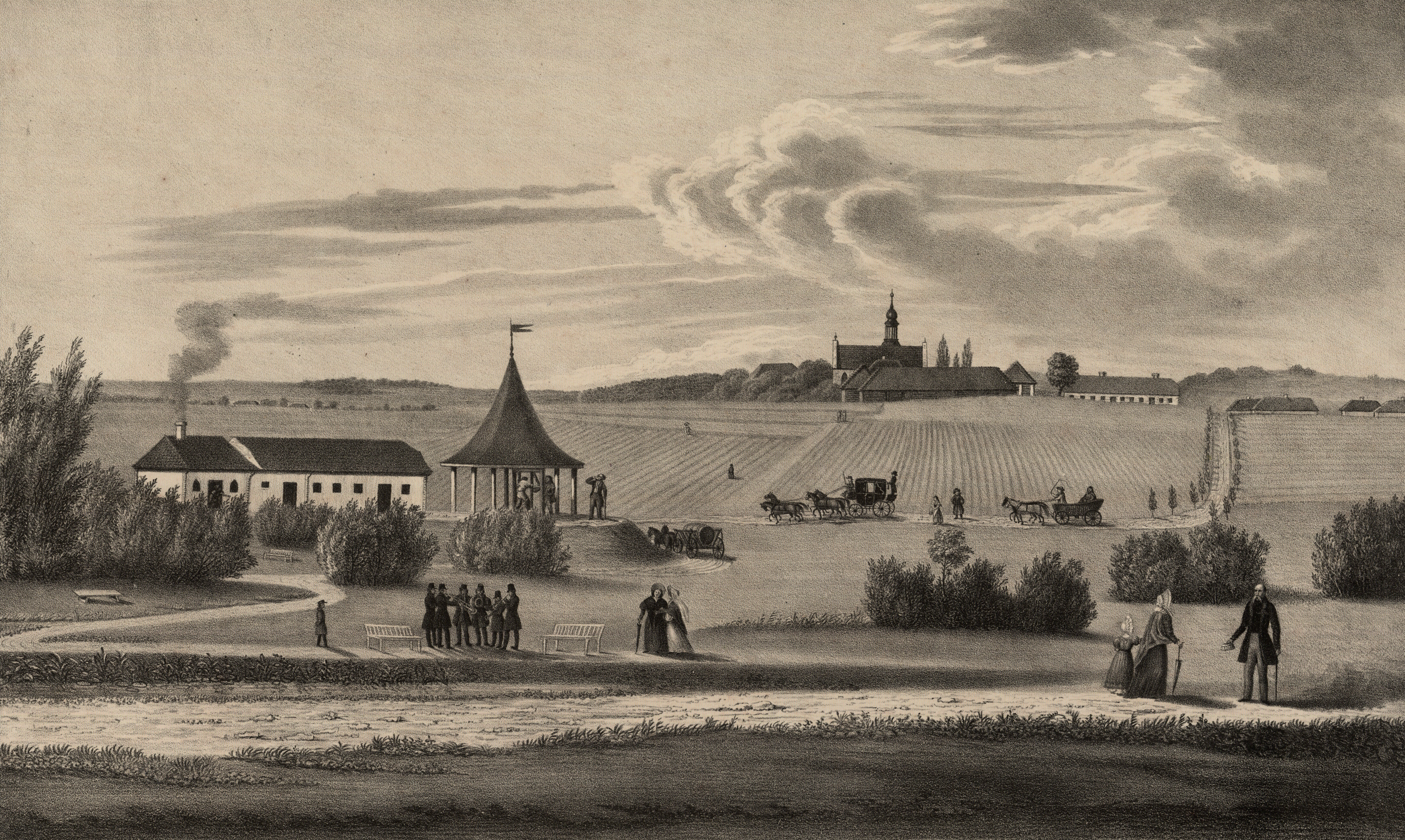

Nazwa wsi pochodzi od słonych źródlisk występujących dawniej na pobliskich łąkach. Istnienie wsi potwierdzone jest już od I poł. XIV w. W poł. XV w. jej właścicielem był Jan Feliks Tarnowski, a do ówczesnej parafii soleckiej należało 6 wsi. Od 1508 r. Solec wraz z sąsiednim Zborowem przeszedł we władanie rodziny Zborowskich. Od XVIII w. zaczęto z miejscowych wód warzyć sól. W 1815 r. radca górniczy Królestwa Polskiego Becker w trakcie poszukiwania soli odkrył we wsi źródła wód mineralnych. Do kąpieli zaczęto ich używać od ok. 1820 r., po poznaniu właściwości leczniczych. W 1837 r. Karol Godeffroy założył w Solcu uzdrowisko. Wybudowano wówczas budynki leczniczo-kąpielowe i mieszkaniowe oraz przyłączono do Solca przyległe 100 ha lasu iglastego.
W 1974 roku zmieniono nazwę wsi z Solec na Solec-Zdrój.

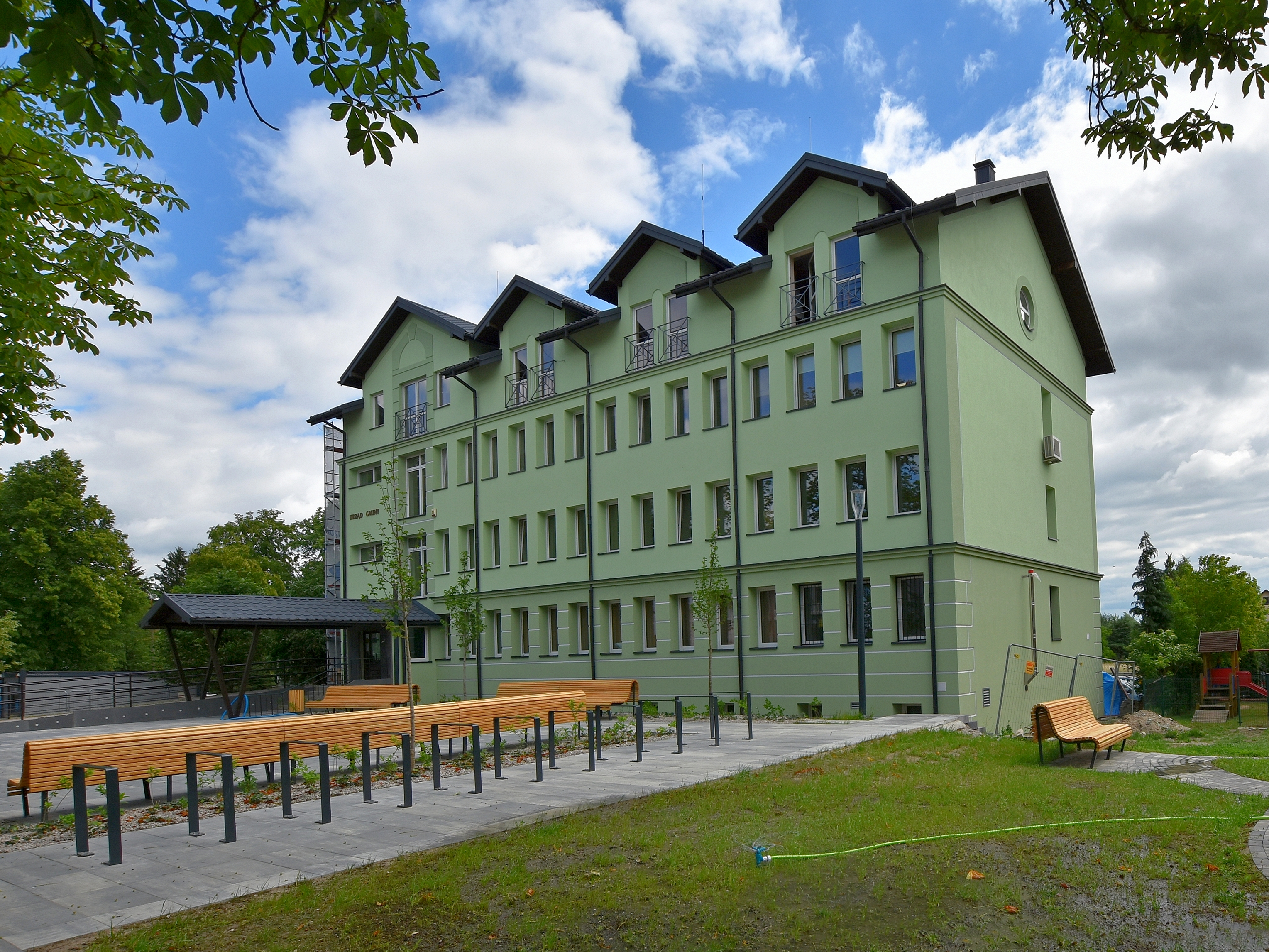
Urząd Gminy
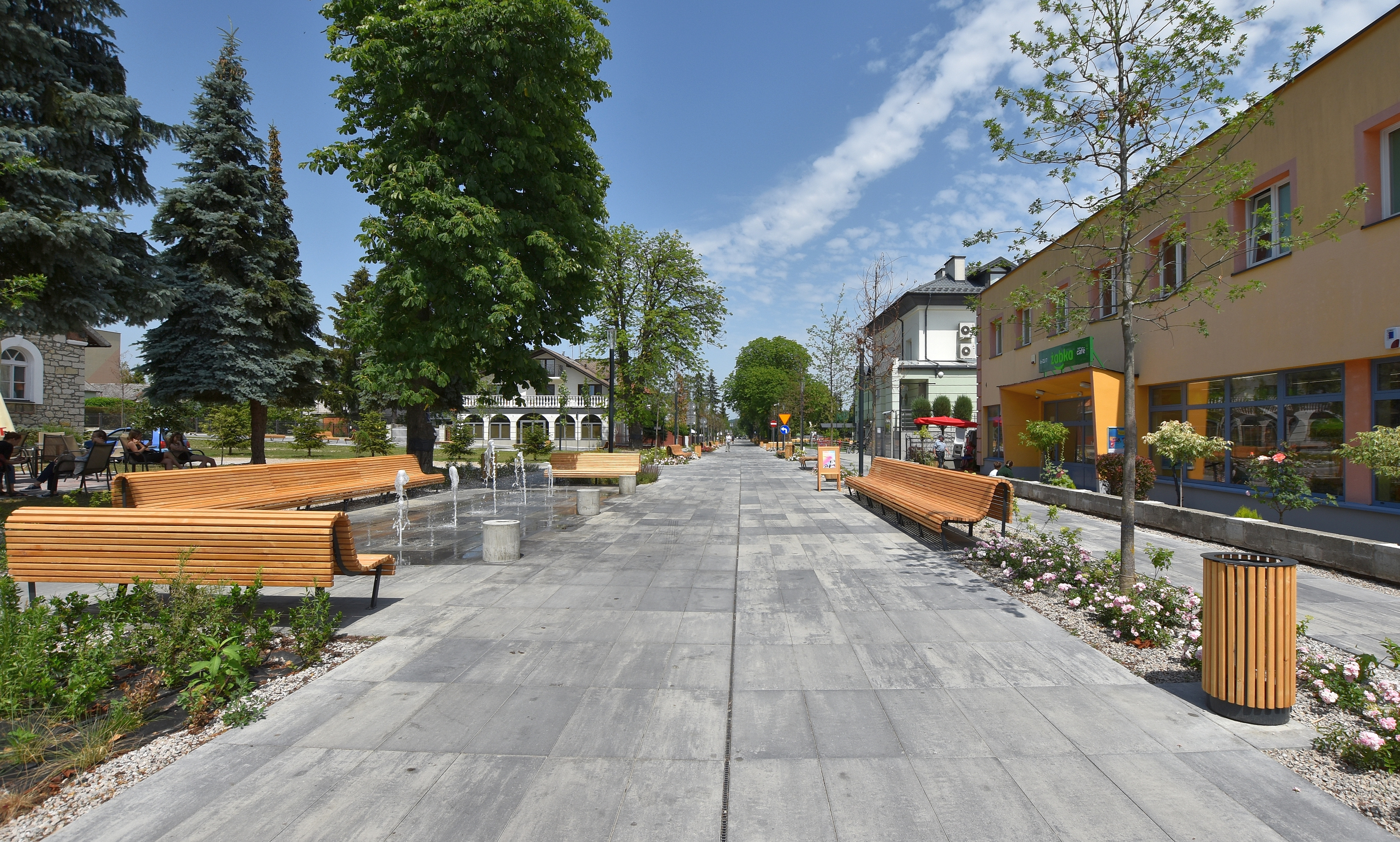
Deptak
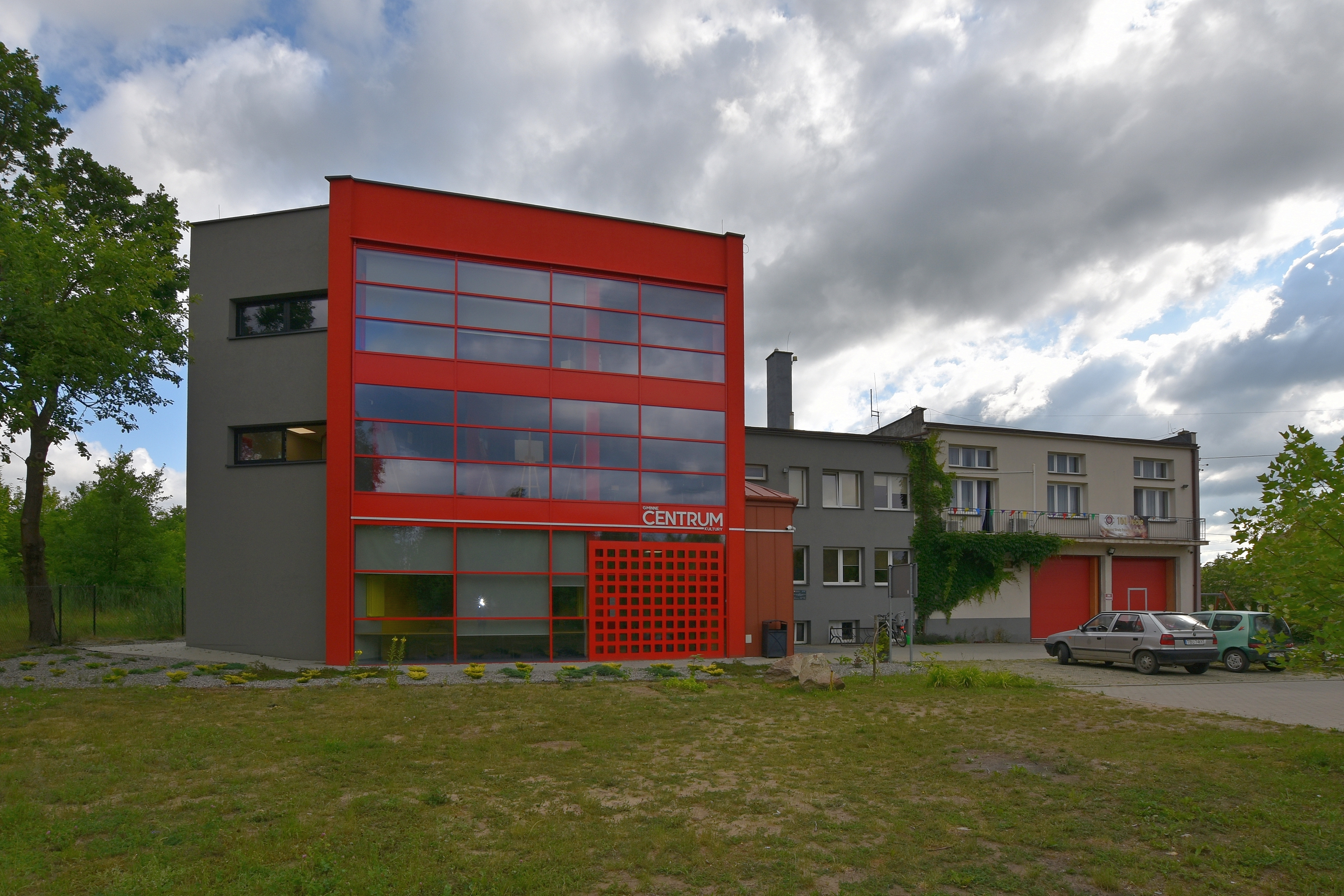
Gminne Centrum Kultury

## Solec-Zdrój dziś
Dziś Solec-Zdrój jest niewielką miejscowością liczącą niespełna 900 mieszkańców. Jest również siedzibą gminy uzdrowiskowej. Na kuracjuszy czeka 400 miejsc. W uzdrowisku leczy się choroby narządu ruchu i reumatyczne, jak również choroby skóry i alergię. W pobliżu uzdrowiska w wyniku przeprowadzonych badań geologicznych natrafiono na solankę o zawartości siarkowodoru 8-krotnie większą niż dotychczas eksploatowane źródła. Jest to unikalne ujęcie wód mineralnych tego typu na świecie.
Solec-Zdrój jest punktem początkowym  czerwonego szlaku turystycznego prowadzącego do Buska-Zdroju. Przez wieś przechodzi  zielony szlak turystyczny z Wiślicy do Grochowisk.

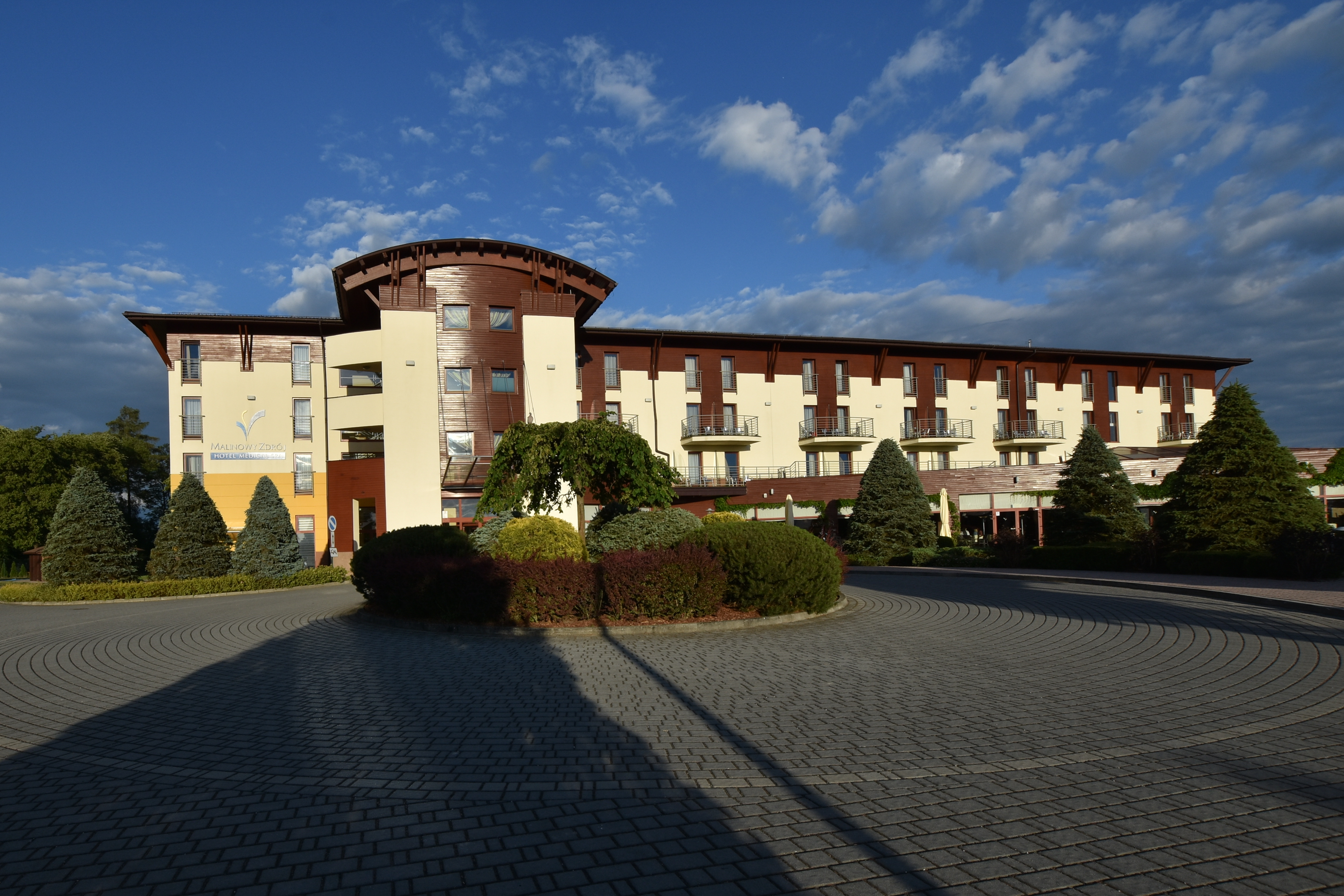
Hotel Malinowy Zdrój
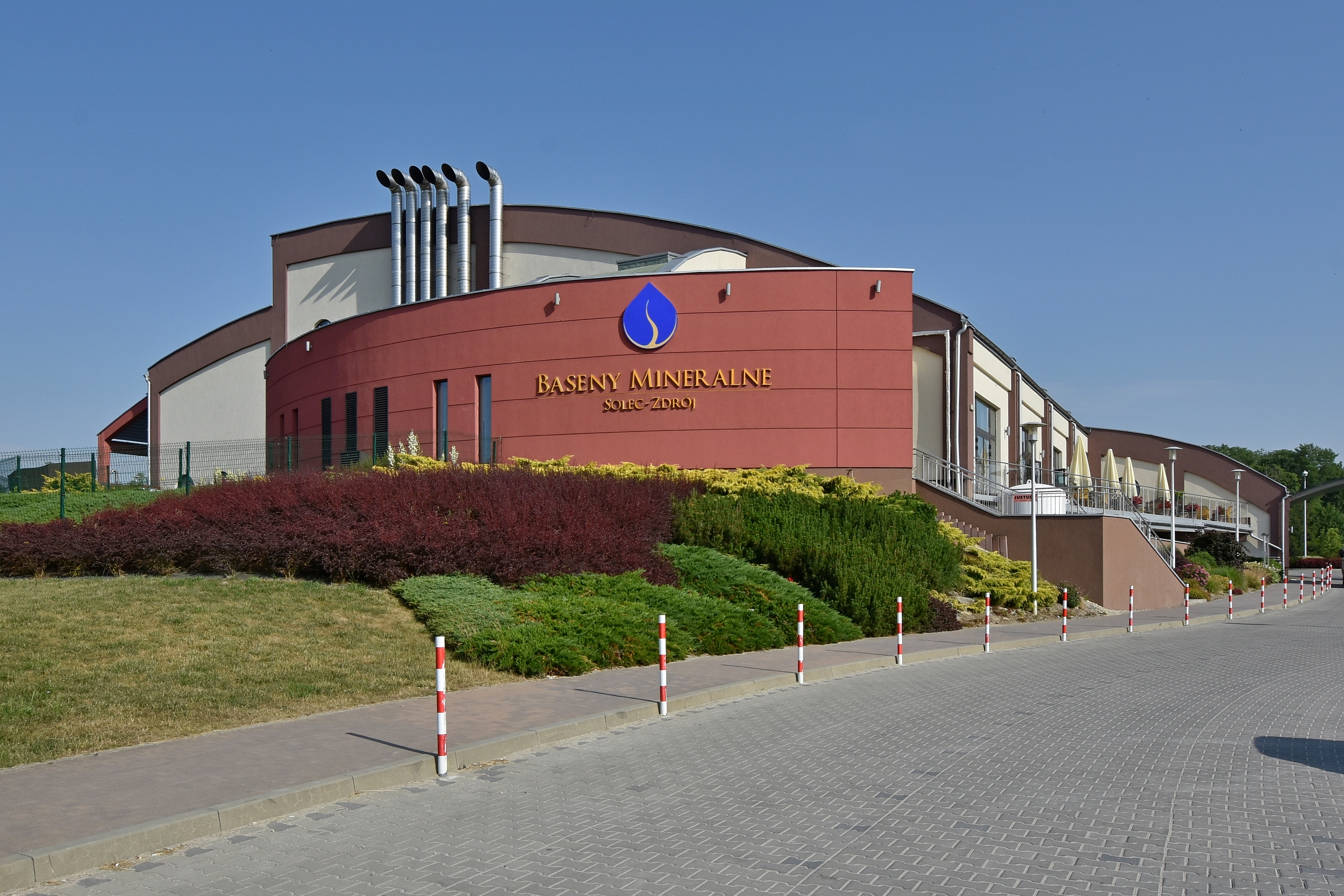
Baseny Mineralne
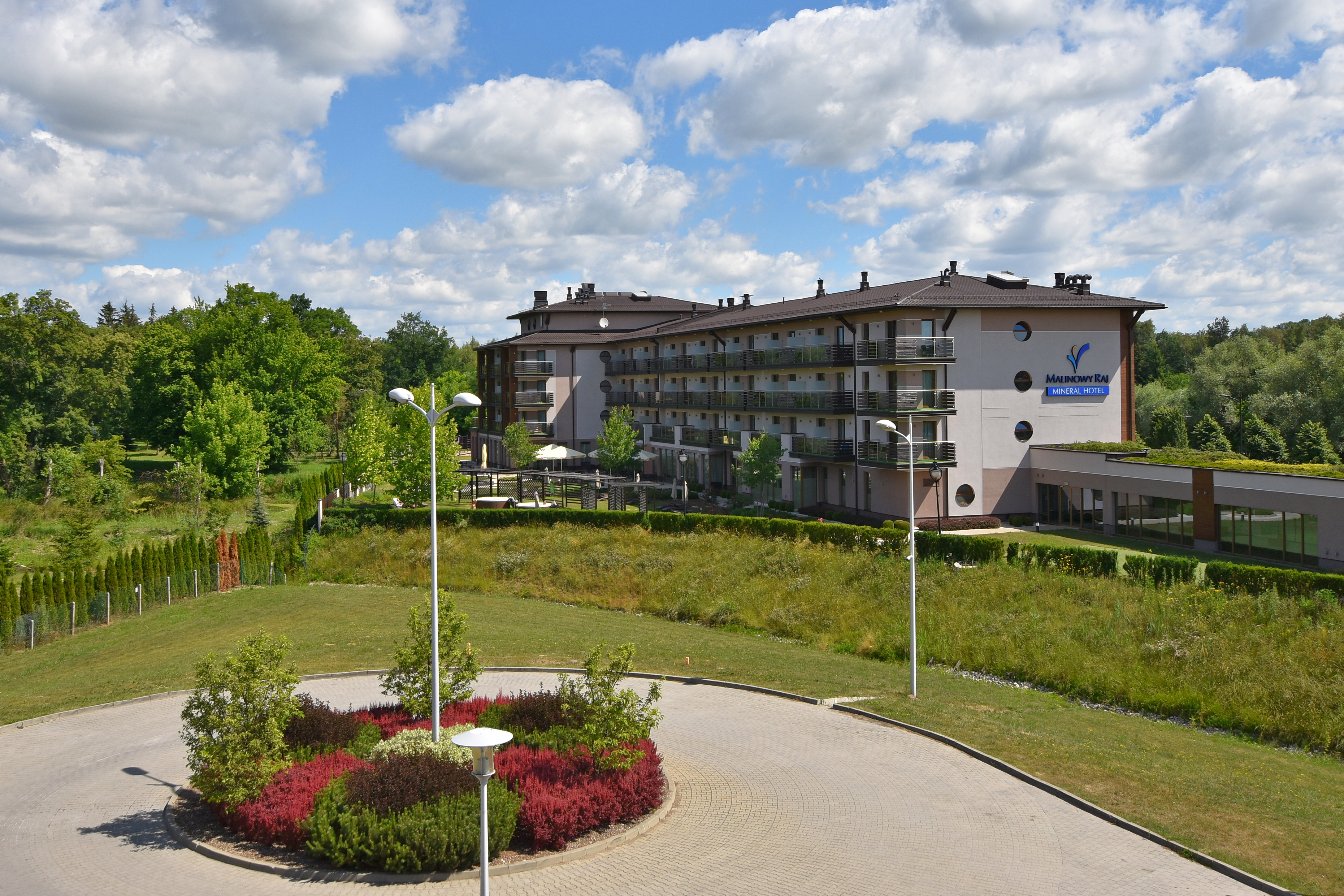
Hotel Malinowy Raj

## Uzdrowisko
Uzdrowisko Solec-Zdrój to niewielkie, zaciszne i bardzo spokojne uzdrowisko, oddalone od ośrodków przemysłowych i otoczone licznymi lasami. Obiekty uzdrowiska zlokalizowane są w Parku Zdrojowym, do którego przylega kompleks lasu sosnowego i miejscowy zalew wodny. Najcenniejszym bogactwem naturalnym uzdrowiska i podstawą kuracji są pozyskiwane tutaj wody lecznicze. Solecka siarka jest najsilniejszą dostępną wodą leczniczą w Polsce i jedną z najlepszych w Europie. Taką renomę zawdzięcza nie tylko stężeniu jonów siarczkowych, wynoszącym 103 mg/litr, ale także wysokiej mineralizacji. Posiada ona wysoką wartość leczniczą, szczególnie w schorzeniach narządu ruchu, schorzeniach reumatycznych oraz ortopedyczno-urazowych.
Od 1837 roku skutecznie leczone są tu: reumatoidalne zapalenia stawów, zesztywniające zapalenia stawów kręgosłupa, gościec tkanek miękkich, zapalenia korzonków nerwowych, stany pourazowe, dyskopatie, nerwobóle, choroby skóry, choroby układu krążenia i układu oddechowego, nerwice, zatrucia metalami ciężkimi oraz osteoporoza.

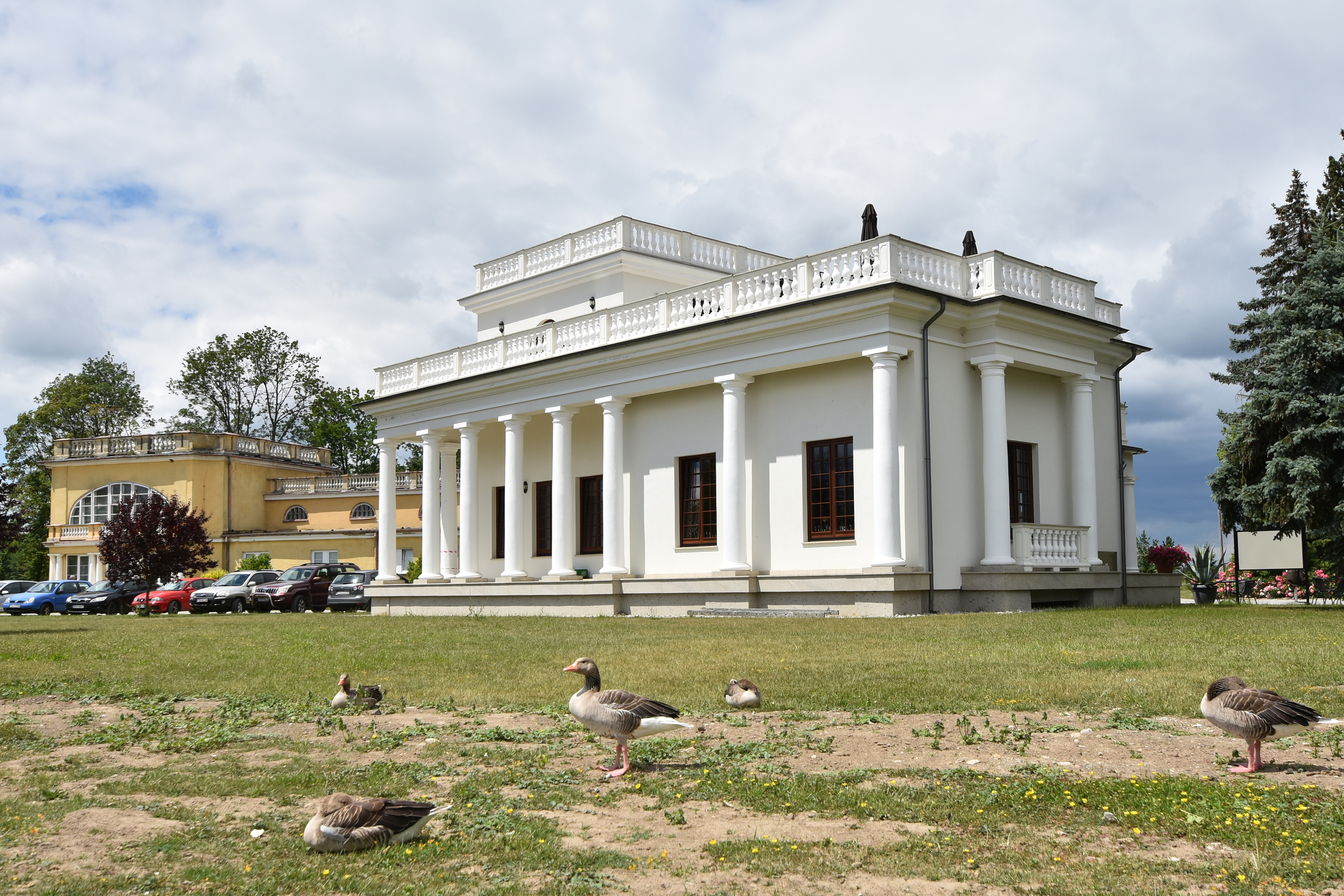
Kawiarnia Szyb Solecki
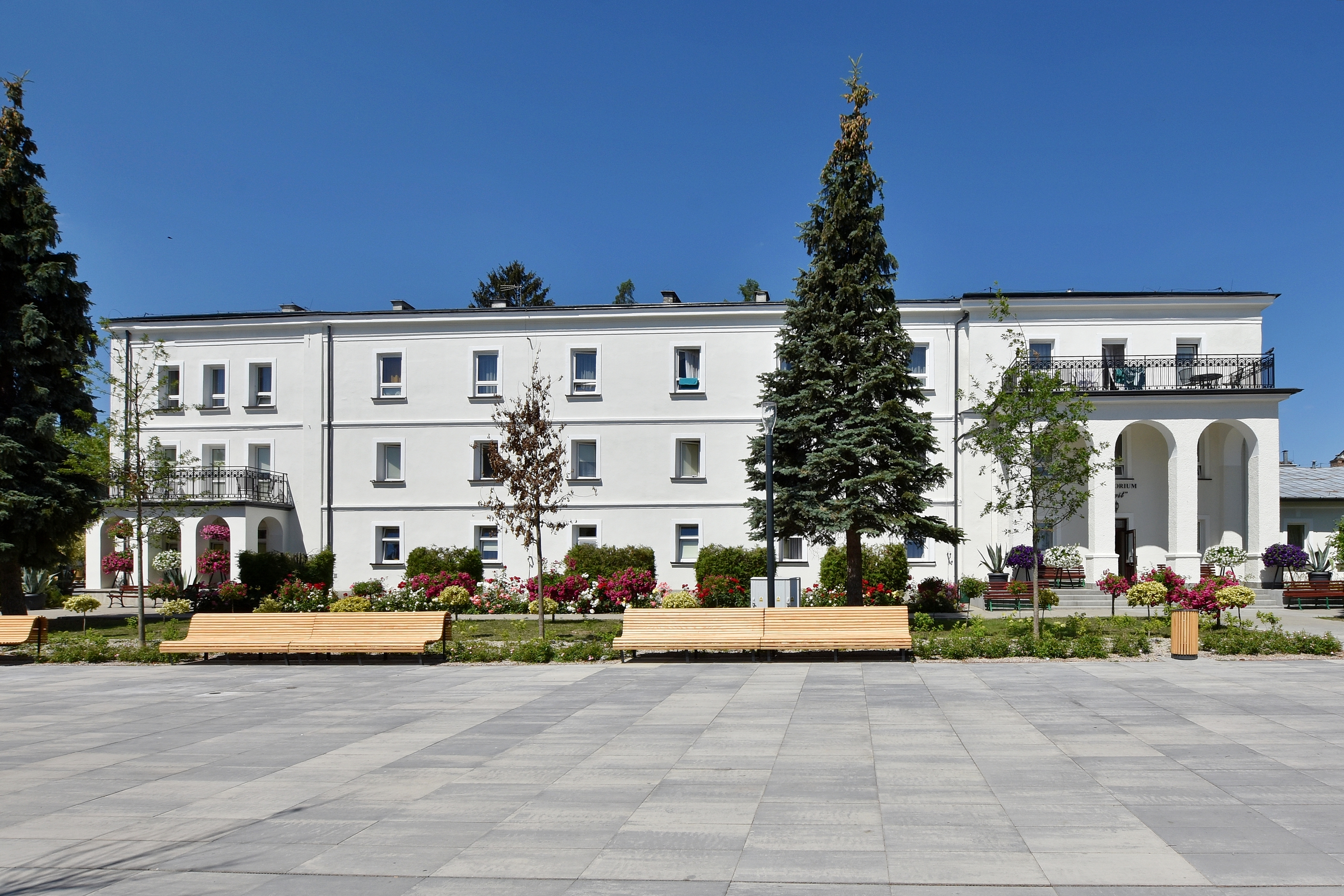
Sanatorium Świt
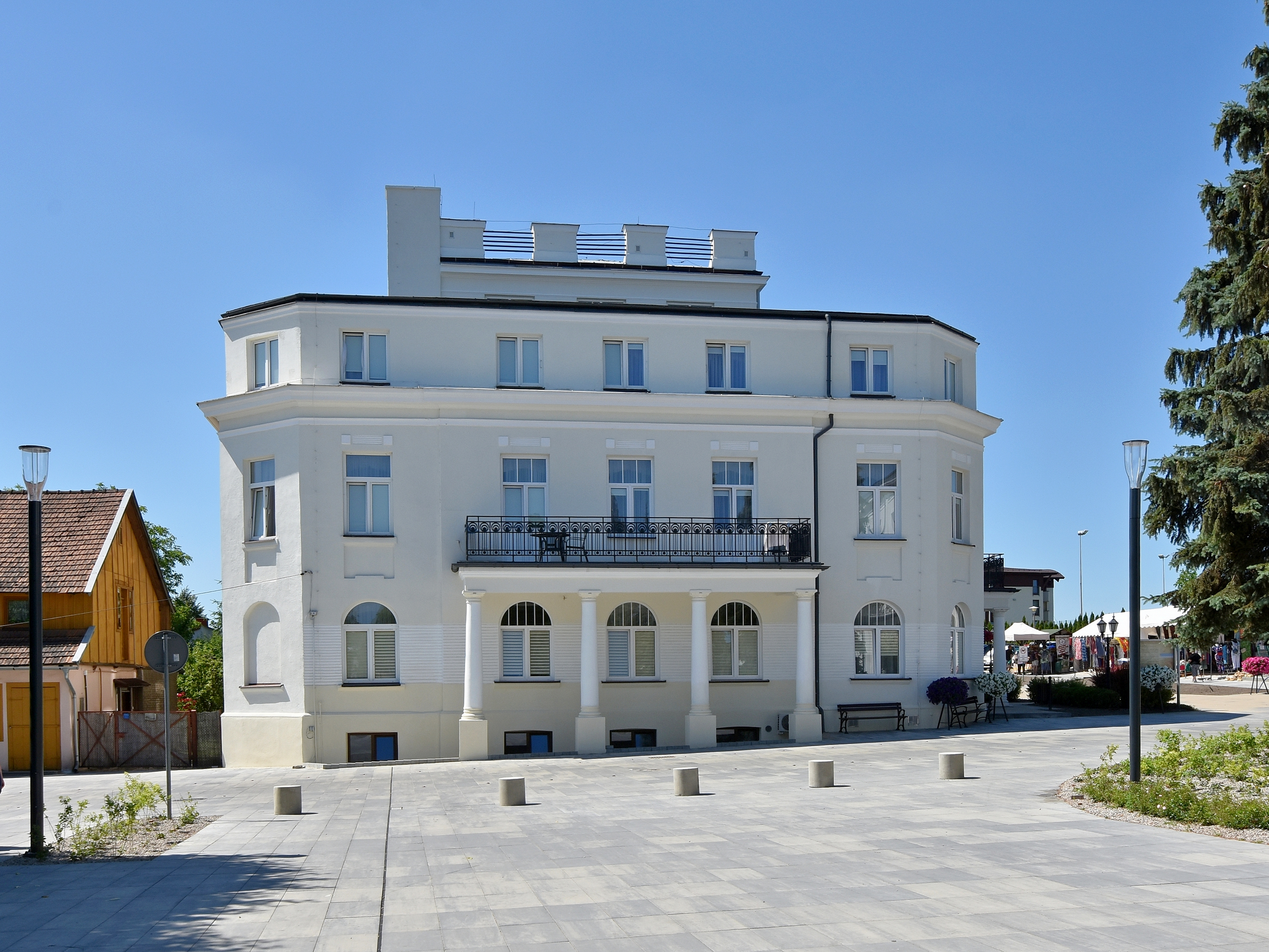
Sanatorium Jasna

## Zabytki
- Zespół uzdrowiska, XIX, XX w. wpisany do rejestru zabytków nieruchomych (nr rej.: bez numeru z 30.07.2019)[8]
  - łazienki 1922–26,
  - sanatorium „Świt” 1875,
  - pensjonat „Jasna” 1907,
  - stróżówka, obecnie pawilon parkowy 1907,
  - pawilon kąpieli mułowych 1932–34,
  - willa „Prus” 1903–08,
  - willa „Irena” 1911,
  - założenie parkowe XIX, XX w.
- Cmentarz parafialny z I połowy XIX w. wpisany do rejestru zabytków nieruchomych (nr rej.: A.67 z 31.08.1992)[8]

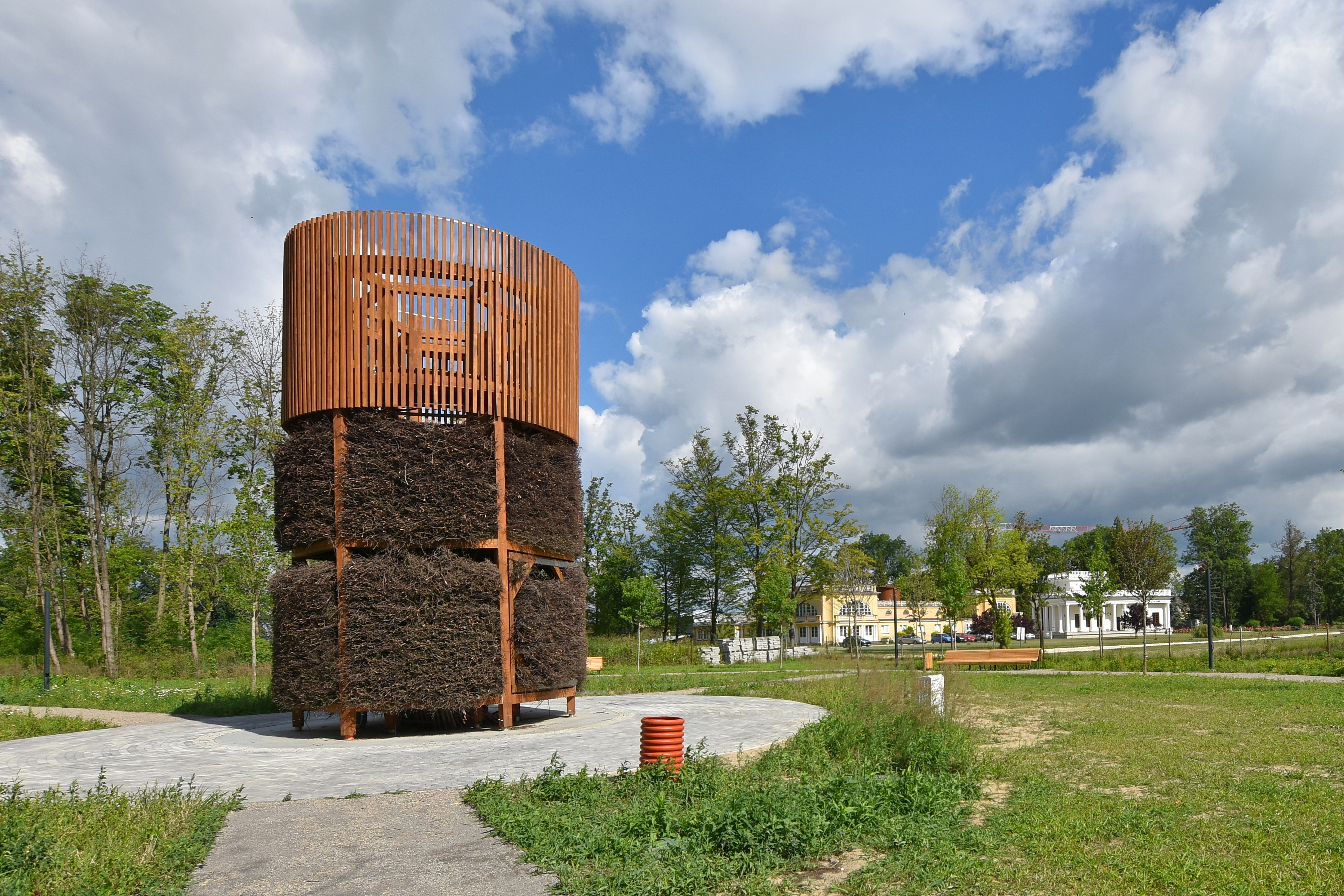
Tężnia w Parku Zdrojowym
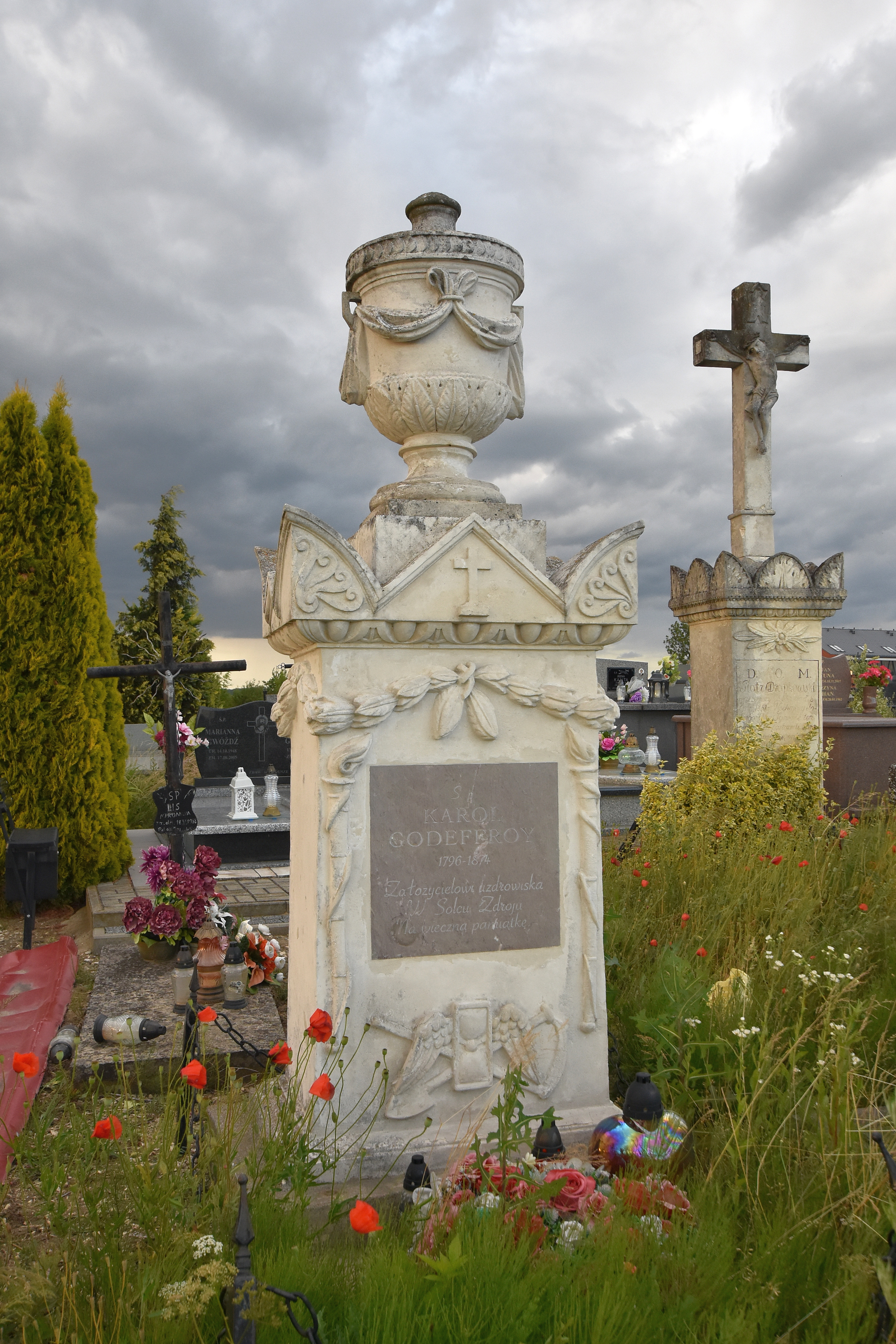
Nagrobek Karola Godeffroy założyciela uzdrowiska
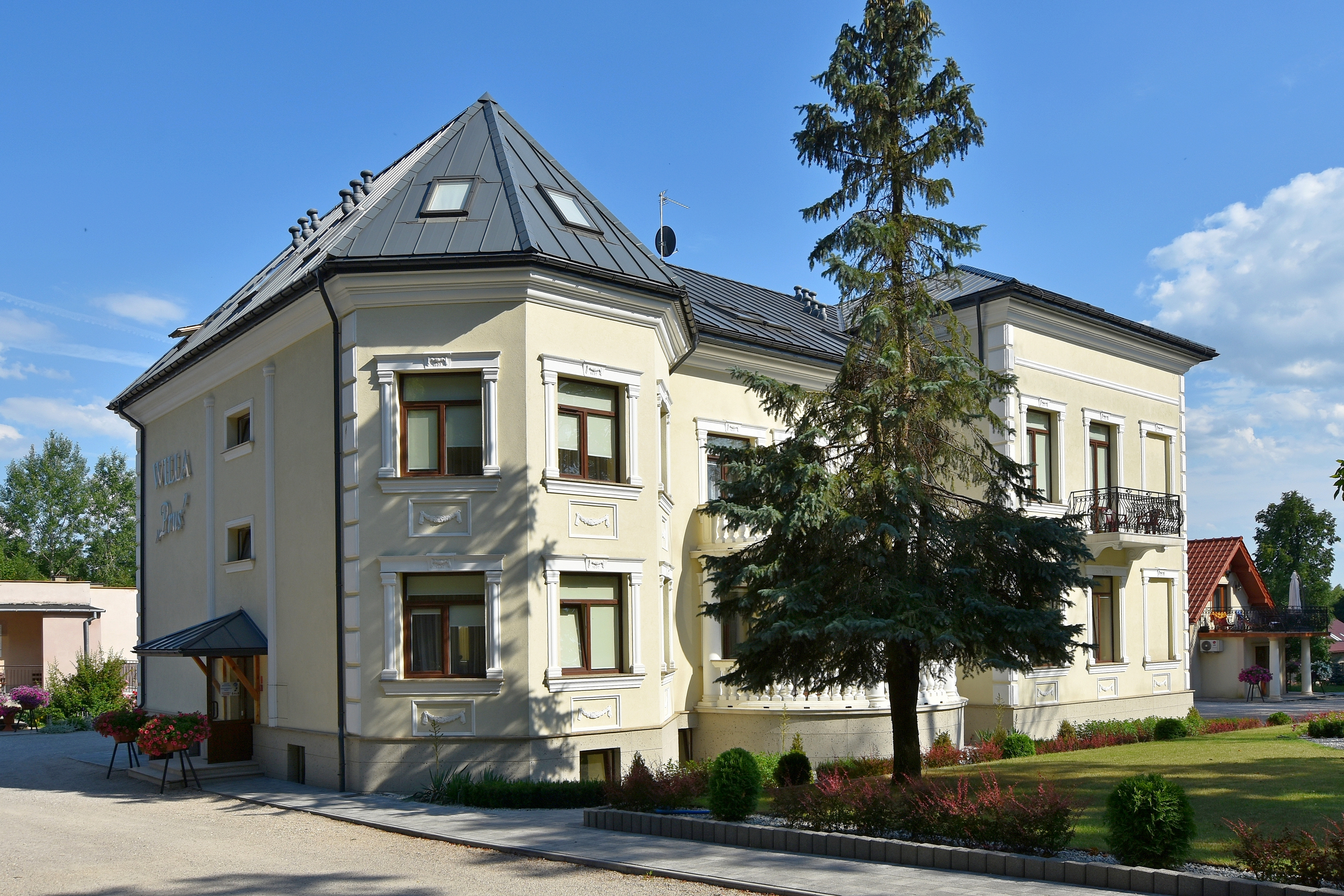
Willa Prus

Inne obiekty o charakterze historycznym:
- Nieistniejący kościół św. Mikołaja XIV–XV w,
- Nowy kościół św. Mikołaja z lat 1937–1939.
- W okolicach Solca-Zdroju, w stanowisku z II w. n.e. archeologowie znaleźli egipską figurkę uszebti. Wydobyto ją z popielicy, w której Słowianie chowali prochy zmarłych.

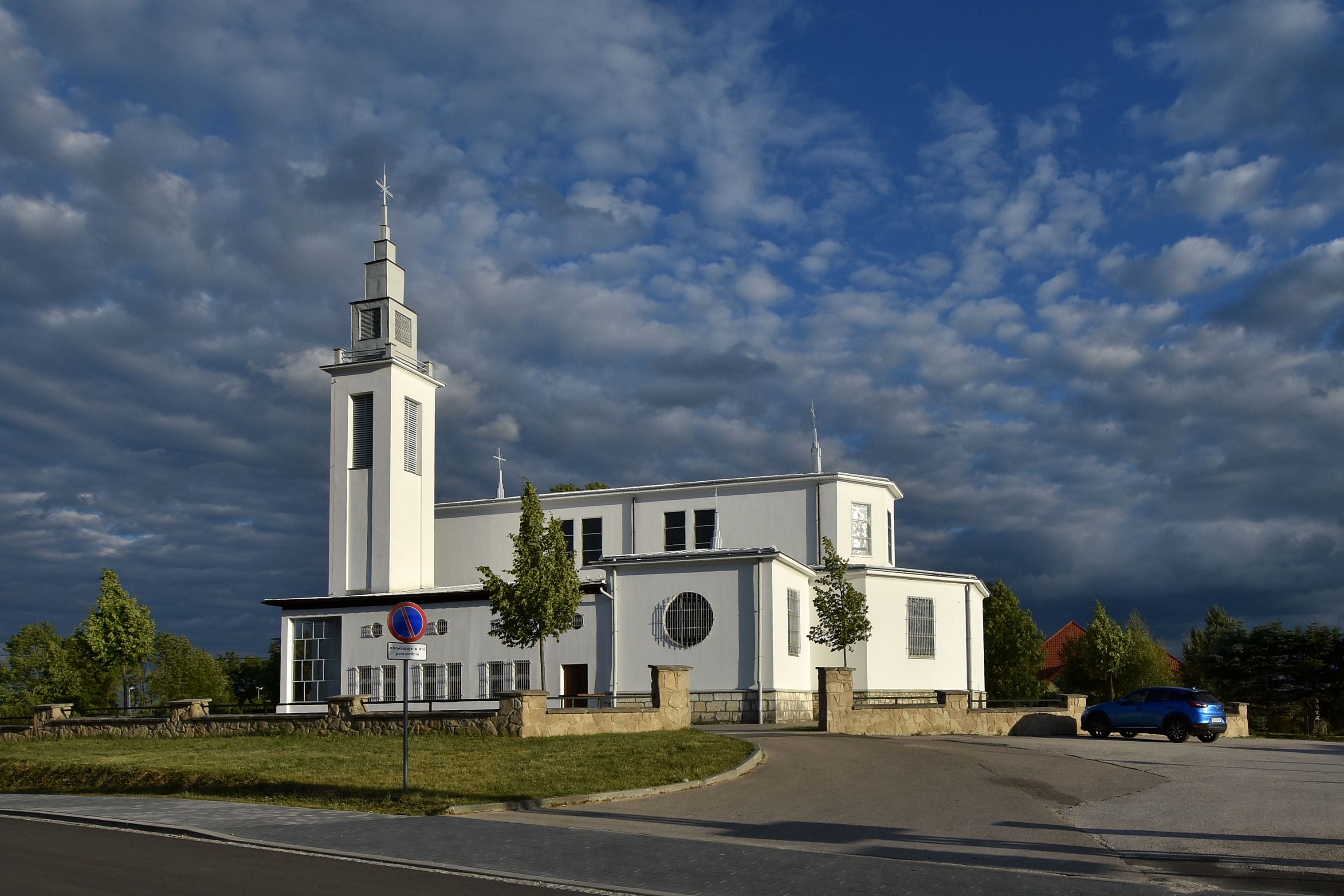
Kościół parafialny św. Mikołaja
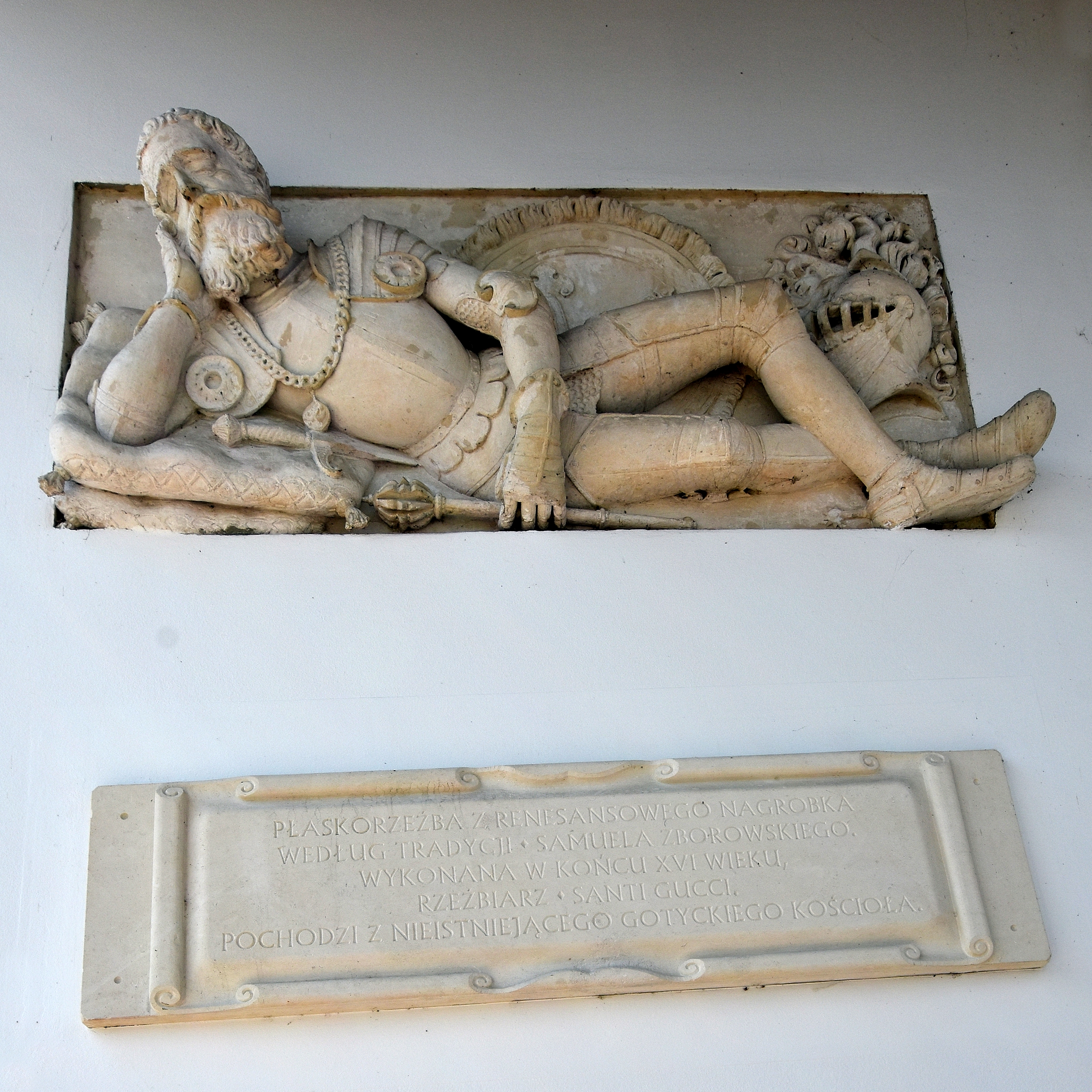
Pomnik nagrobny na ścianie kościoła z drugiej połowy XVI w, prawdopodobnie Andrzeja Zborowskiego, właściciela Solca
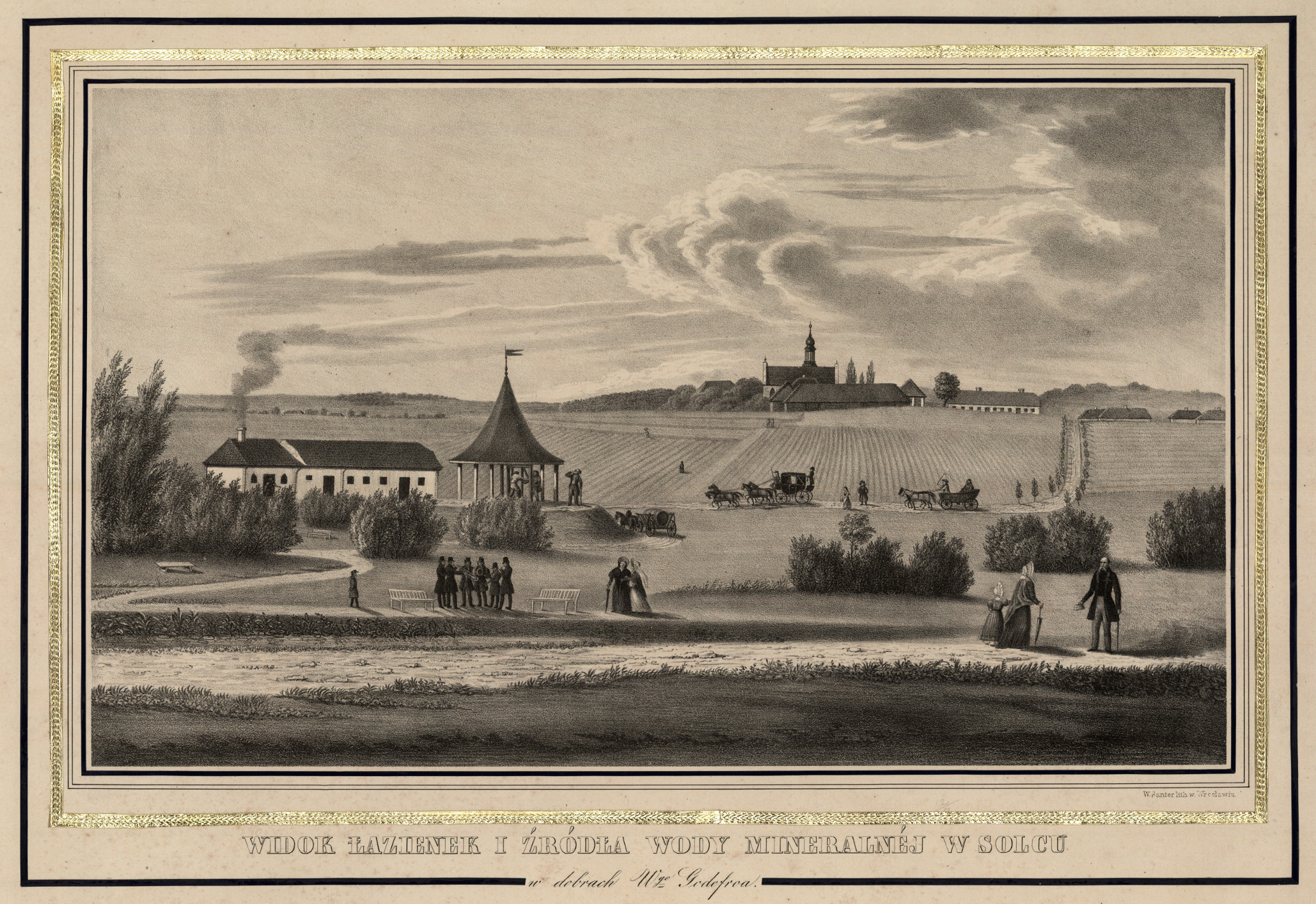
Solec Zdrój, widok łazienek i źródła na litografii wykonanej przed 1836

## Atrakcje turystyczne
- Stary park zdrojowy – występuje tu skupisko wartościowego drzewostanu z udziałem gatunków egzotycznych takich jak: sosna wejmutka, kłek kanadyjski, świerk balsamiczny, platana oraz piękne okazy starej lipy szerokolistnej, modrzewi i magnolii.
- Zalew – od strony zachodniej bezpośrednio do parku zdrojowego przylega nowo powstały zbiornik retencyjno-rekreacyjny.
- Las – bezpośrednio do parku zdrojowego przylega 120 ha kompleksu leśnego o drzewostanie mieszanym z przewagą lasu sosnowego.

## Wspólnoty wyznaniowe
- Kościół rzymskokatolicki – parafia św. Mikołaja[9]
- Chrześcijańska Wspólnota Ewangeliczna – placówka misyjna w Solcu-Zdroju[10]

## Sport
W miejscowości działa klub piłki nożnej, GKS Strumyk Solec-Zdrój, założony w 2016 roku.